# 贝尔河 (怀俄明州)
贝尔河（英語：Bear River），是美国怀俄明州尤因塔县（Uinta）下属的一座城市。2001年设市，2010年有518人，2011年则估计有514人。